# Station Shin-Fukae
Station Shin-Fukae (新深江駅, Shin-Fukae-eki) is een metrostation in de wijk Higashinari-ku, Osaka, Japan. Het wordt aangedaan door de Sennichimae-lijn. Tot 1981 was het de eindhalte van de deze lijn.

## Treindienst

### Sennichimae-lijn(stationsnummer S21)
| 1 | ■ Sennichimae-lijn | richting Minami-Tatsumi              |
| 2 | ■ Sennichimae-lijn | richting Namba, Awaza en Nodahanshin |

## Geschiedenis
Het station werd in 1969 geopend aan de Sennichimae-lijn.

## Overig openbaar vervoer
Bus 86

## Stationsomgeving
- Life
- Hoofdkantoor van Kokuya
- Osaka Urban Bank
- Iryōhojinkōdōkai-ziekenhuis
- 7-Eleven

Nodahanshin · Tamagawa · Awaza · Nishi-Nagahori · Sakuragawa · Namba ·  Nippombashi · Tanimachi Kyūchōme · Tsuruhashi · Imazato · Shin-Fukae · Shōji · Kita-Tatsumi · Minami-Tatsumi